# Hysteria (album)
Hysteria je čtvrté studiové album britské skupiny Def Leppard. Jeho nahrávání probíhalo v různých studiích od roku 1984 až do roku 1987. Album vyšlo v srpnu 1987 u vydavatelství Mercury Records. V žebříčcích Billboard 200 i UK Albums Chart se umístilo na prvních místech. Alba se celkově prodalo přes 20 milionů kusů. V žebříčku 500 nejlepších alb všech dob časopisu Rolling Stone se album umístilo na 464. pozici.

## Seznam skladeb
Autory všech skladeb jsou Steve Clark, Phil Collen, Joe Elliott, Robert John „Mutt“ Lange a Rick Savage.
| Pořadí | Název                 | Délka |
| ------ | --------------------- | ----- |
| 1.     | Women                 | 5:41  |
| 2.     | Rocket                | 6:37  |
| 3.     | Animal                | 4:02  |
| 4.     | Love Bites            | 5:46  |
| 5.     | Pour Some Sugar on Me | 4:25  |
| 6.     | Armageddon It         | 5:21  |
| 7.     | Gods of War           | 6:37  |
| 8.     | Don't Shoot Shotgun   | 4:26  |
| 9.     | Run Riot              | 4:39  |
| 10.    | Hysteria              | 5:54  |
| 11.    | Excitable             | 4:19  |
| 12.    | Love and Affection    | 4:37  |

## Obsazení
- Joe Elliott – zpěv
- Steve Clark – kytara
- Phil Collen – kytara
- Rick Savage – baskytara
- Rick Allen – bicí

&
- The Bankrupt Brothers – doprovodný zpěv
- Philip Nicholas – syntezátor